# Cinématon
Cinématon è un film sperimentale della durata di 207 ore del regista francese Gérard Courant. È stato considerato il film più lungo mai uscito fino al 2011, superato dal film danese Modern Times Forever. Si tratta di un "work in progress" (secondo il regista «Cinématon has theoretically no end», cioè «In teoria, Cinématon non finisce mai») iniziato nel 1978.
È composto da oltre duemila sequenze (3111 nel 2019 e 2329 in una proiezione di ottobre 2010), ciascuna della durata di 3'25", in cui vengono ritratti celebrità, artisti, giornalisti ed amici del regista, impegnati in attività di loro scelta. Compaiono i registi Barbet Schroeder, Nagisa Ōshima, Volker Schlöndorff, Ken Loach, Youssef Chahine, Mario Monicelli, Vincenzo Cerami, Carlo Lizzani, Lina Wertmüller, Wim Wenders, Joseph Losey, Jean-Luc Godard, Samuel Fuller (mentre si accende e fuma un sigaro), Terry Gilliam (che ingoia una banconota da 100 franchi), il Grande maestro di scacchi Joël Lautier. Poi gli attori Roberto Benigni, Nicoletta Braschi (ritratta immobile come una statua) Stéphane Audran e Julie Delpy. Il soggetto preferito di Courant fu un neonato di 7 mesi. In origine le sequenze dovevano essere solo 100.
Il film fu proiettato interamente a Lucca (Italia) nell'ottobre 2010 e a New York nel novembre 2010.